# Saint-Léger-près-Troyes
Saint-Léger-près-Troyes is een gemeente in het Franse departement Aube (regio Grand Est) en telt 641 inwoners (2004). De plaats maakt deel uit van het arrondissement Troyes.

## Geografie
De oppervlakte van Saint-Léger-près-Troyes bedraagt 9,2 km², de bevolkingsdichtheid is 69,7 inwoners per km².
De onderstaande kaart toont de ligging van Saint-Léger-près-Troyes met de belangrijkste infrastructuur en aangrenzende gemeenten.

## Demografie
Onderstaande figuur toont het verloop van het inwonertal (bron: INSEE-tellingen).

Vanwege een beveiligingsprobleem met de MediaWiki Graph-software is het momenteel niet mogelijk deze grafiek weer te geven. Zodra de software is bijgewerkt zal de grafiek vanzelf weer zichtbaar worden.